# Tamiasciurus mearnsi
La ardilla de San Pedro Mártir o ardilla de Mearns (Tamiasciurus mearnsi) es una especie de roedor de la familia Sciuridae.

## Distribución geográfica
Es  endémica de México.